# Суперспринт
Суперспринт (англ. super sprint — біг на дуже короткі дистанції) — вид біатлонної гонки, яка складається з двох самостійних стартів, що проводяться за один день: «Суперспринт — кваліфікація» та «Суперспринт — фінал».
Це один з наймолодших видів біатлонних змагань. На міжнародних змаганнях суперспринт дебютував на етапі Кубку IBU 14 березня 2018 року..
Правила суперспринта визначені Міжнародним союзом біатлоністів. Однак на практиці вони можуть видозмінюватися.

## Правила

### Суперспринт— кваліфікація
У кваліфікації стартують роздільно з різницею в 15 секунд, дистанція 3 км з двома вогневими рубежами. На кожній стрільбі у спортсмена 1 запасний патрон. Якщо після 6-х пострілів залишилися незакриті мішені, то спортсмен біжить штрафне коло 75 метрів. 

30 кращих виходять у фінал.

### Суперспринт— фінал
Через 1-4 години з моменту старту кваліфікації починається фінальна частина змагань. 
У фіналі беруть участь 30 кращих за підсумками кваліфікації. І чоловіки, і жінки біжать мас-старт: п'ять кіл по 1000 метрів з чотирма вогневими рубежами.